# Xyris ambigua
Xyris ambigua là một loài thực vật hạt kín trong họ Hoàng đầu. Loài này được Beyr. ex Kunth miêu tả khoa học đầu tiên năm 1843.